# Космос-1076
«Космос-1076» — первый советский специализированный океанографический спутник. Это один из двух спутников, участвовавших в эксперименте «Океан-Э» (второй — «Космос-1151»). Оба спутника «Океан-Э» были построены в КБ «Южное» на модернизированной базе космического аппарата военного назначения «Целина-Д». Главные конструкторы: В. М. Ковтуненко, Б. Е. Хмыров, С. Н. Конюхов, В. И. Драновский. Данные, полученные спутником позволили создать первую советскую базу космических данных о Мировом океане:18. Спутник оснащался аппаратурой дистанционного зондирования Земли (ДЗЗ) трассового типа.

## Аппаратура, установленная на спутнике
На спутнике «Космос-1076» были установлены следующие приборы:
- поляризационный СВЧ-радиометр «РАДОН»:спектрометр и поляриметр[4] — для определения волнения на поверхности океана, температуры воды, влажности воздуха, скорости ветра, параметров облаков и льдов[1];
- ИК-спектрометр 174К1[4] — для измерения температуры поверхности океана и характеристик атмосферы с разрешением 25 км[1];
- фотометр видимого диапазона «Цвет»[4] — для определения параметров океанской воды с разрешением 18 км[1];
- аппаратура вызова абонентов (АВА)[4];
- аппаратура сбора информации (БУКАЗ-КА)[4] — получение данных с буйковых станций и НИС[1];
- блок управления исследовательской аппаратуры (БУК-КА)[4].